# Dvärgstjärnmask
Dvärgstjärnmask (Nephasoma minutum) är en stjärnmaskart som först beskrevs av Wilhelm Moritz Keferstein 1862.  Dvärgstjärnmask ingår i släktet Nephasoma och familjen Golfingiidae. Arten är reproducerande i Sverige. Inga underarter finns listade i Catalogue of Life.